# Institut für Zeitgeschichte
Das Institut für Zeitgeschichte München – Berlin (IfZ) ist eine wissenschaftliche Einrichtung zur Erforschung insbesondere der deutschen Zeitgeschichte mit Sitz in München und Berlin.

## Zielsetzung
Zentrale Aufgabe des Instituts ist die wissenschaftliche Aufarbeitung der jüngeren deutschen Geschichte, wobei in seiner Anfangszeit die Epoche der nationalsozialistischen Herrschaft im Mittelpunkt stand.

### Publikationen
Vierteljährlich gibt das Institut seit 1953 die Vierteljahrshefte für Zeitgeschichte (VfZ) heraus, welche als eine der wichtigsten Fachzeitschriften der deutschen Geschichtsforschung gilt. Neben der seit 1961 erscheinenden Schriftenreihe der Vierteljahrshefte für Zeitgeschichte ist das IfZ auch der Urheber weiterer Reihen wie Quellen und Darstellungen zur Zeitgeschichte, Studien zur Zeitgeschichte, Biographische Quellen zur Zeitgeschichte oder Zeitgeschichte im Gespräch. Ferner ist das Institut Herausgeber einiger umfangreicher Editionen zeitgeschichtlicher Dokumente, dazu gehören unter anderem die Akten zur auswärtigen Politik der Bundesrepublik Deutschland, Die Tagebücher von Joseph Goebbels und die Edition Die Verfolgung und Ermordung der europäischen Juden durch das nationalsozialistische Deutschland 1933-1945, die sukzessive auch auf Englisch erscheint (The Persecution and Murder of the European Jews by Nazi Germany, 1933–1945). Seit 2016 wird das German Yearbook of Contemporary History publiziert.

### Dokumentation Obersalzberg

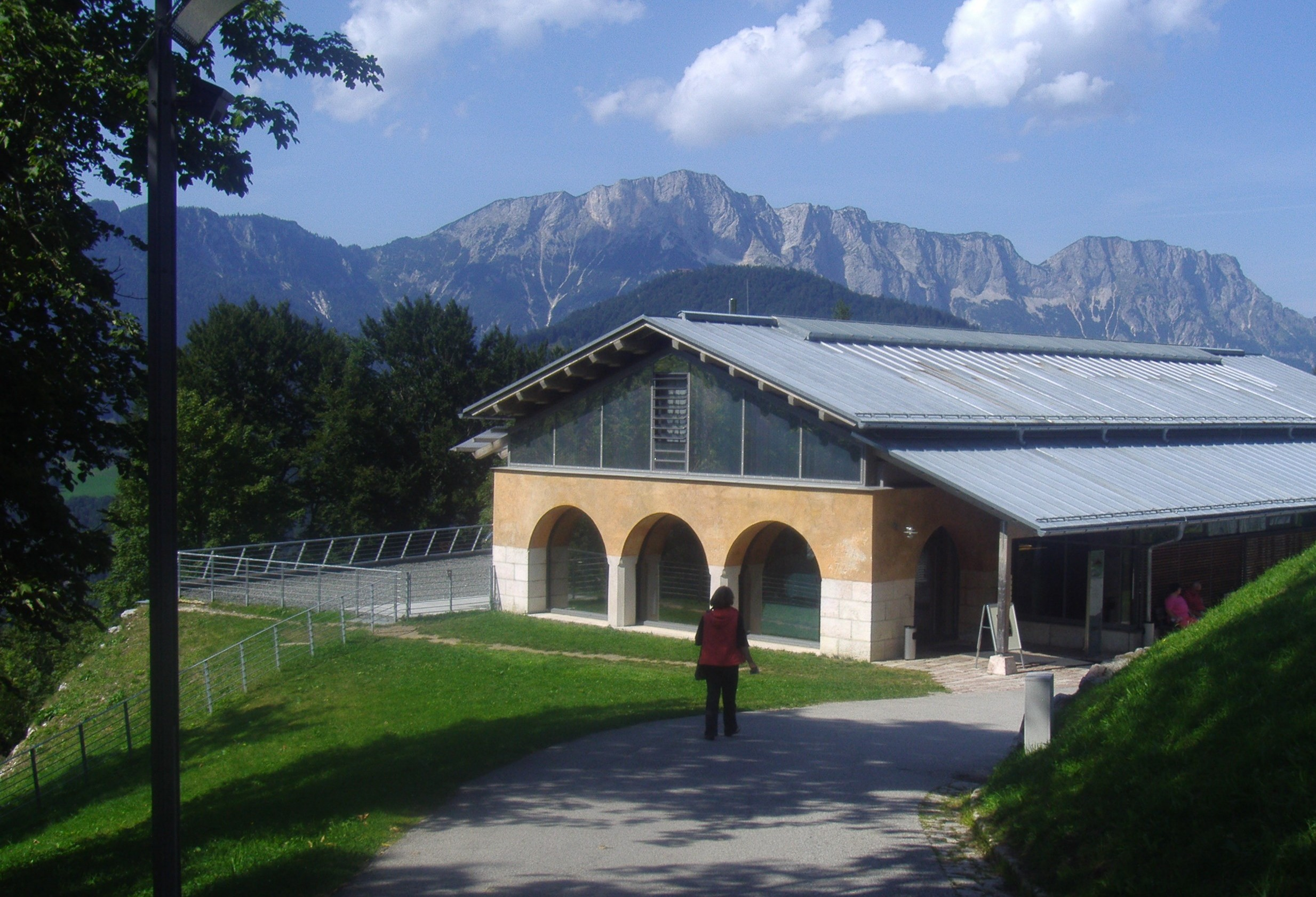
Dokumentation Obersalzberg

Am 30. April 1952, genau sieben Jahre nach Hitlers Suizid in Berlin, wurde die Ruine seines Sommerdomizils, des Berghofs, im Einvernehmen mit der amerikanischen Besatzungsmacht gesprengt und danach das Gelände wieder aufgeforstet. Trotzdem wurde der Ort zu einer Pilgerstätte von Rechtsradikalen und NS-Nostalgikern.
Der Obersalzberg wurde erst 1996 von den Amerikanern an den Freistaat Bayern übergeben. Unter Leitung des damaligen bayerischen Finanzministers Kurt Faltlhauser (CSU) wurde ein Zweisäulenkonzept entwickelt:
- einerseits die Errichtung eines Dokumentationszentrums zur Zeit des Nationalsozialismus,
- andererseits die Belebung des konventionellen Tourismus an dieser Stelle, um die Präsenz Rechtsradikaler zu unterbinden.

Das IfZ wurde mit der Errichtung einer wissenschaftlich fundierten Dauerausstellung beauftragt, der Dokumentation Obersalzberg, die als „Lern- und Erinnerungsort“ unweit des Berghof-Grundstücks sowohl einen Gegenpol zur kommerziellen Nutzung des Standorts setzen sollte als auch für Aufklärungsarbeit und Seminare genutzt werden sollte. Die bayerische Staatsregierung entschied sich für das Areal neben dem Kempinski Hotel Berchtesgaden. Die Dokumentation Obersalzberg konnte am 20. Oktober 1999 eröffnet werden.
2005 wurde ein Erweiterungsbau mit Seminarräumen eröffnet, 2006 wurde ein neuer Ausstellungsraum in der Bunkeranlage des ehemaligen um Hitlers Gästehaus erweiterten Hotels Platterhof für Wechselausstellungen fertiggestellt. Der Grundstein für eine erneute Erweiterung wurde Ende Oktober 2017 gelegt, im September 2023 wurde der Neubau eröffnet. Seitdem ist die neue Dauerausstellung „Idyll und Verbrechen“ zu sehen.
2008 wurde vom IfZ – als Ergänzung zur Dokumentation Obersalzberg – auch am Gelände des ehemaligen Berghofs eine Hinweistafel errichtet.

### Neuauflage von HitlersMein Kampf
Anfang 2016 stellte das IfZ seine kommentierte Neuausgabe von Hitlers Mein Kampf vor, die von Horst Möller initiiert und von Christian Hartmann und seinem Team, das die Historiker Thomas Vordermayer, Othmar Plöckinger und Roman Töppel umfasste, erarbeitet worden war. Sie erreichte binnen 13 Monaten sechs Auflagen und Verkaufszahlen von 85.000 Stück. Die Publikation war bereits im Vorfeld Subjekt heftiger Kontroversen, wobei das IfZ als Argument anführte, es wolle mittels kritischer Kommentare dem Hitler-Kult entgegenwirken. Die Bayerische Staatsregierung entzog dem Projekt im Jahr 2013 ihre Unterstützung.
Die beiden Bände umfassen rund zweitausend Seiten und 3.700 Fußnoten, sie wiegen fünf Kilogramm. Von der Kritik wurde die Publikation mit gemischten Gefühlen aufgenommen. Es gab einerseits Lob: „Die buchgestalterischen Probleme, die sich aus den Textmengen in unterschiedlicher Typografie ergeben, sind bravourös gelöst“, andererseits zeigte sich Ernüchterung: „dass nichts bislang Unbekanntes über Hitlers Intentionen, deren Ursprünge und Entwicklung zu berichten ist, dass nichts Neues zum Programm und zur Ideologie der ‚Bewegung‘, gar über die Genesis des Judenmords an den Tag gebracht wurde“, so Wolfgang Benz in der Zeit. Jeremy Adler kritisierte die Edition in zwei Essays der Süddeutschen Zeitung, in Interviews und in seinem Buch Das absolut Böse. Zur Neuedition von Mein Kampf massiv. Adler schrieb: „Das absolut Böse lässt sich nicht edieren.“ Die antisemitischen Aussagen würden ungenügend kommentiert und somit die Judenfeindlichkeit von Mein Kampf bekräftigt. Jürgen Kaube reagierte auf Adlers Kritik in der FAZ mit den Worten: „Das absolut Böse kann nicht unkommentiert bleiben.“ Die Edition nannte Kaube „eine gedruckte historische Vorlesung über ,Mein Kampf', die in die Binnenstruktur der autobiographischen und politischen Verlogenheit ebenso eindringt, wie sie den völkischen Gedankensumpf analysiert, aus dem sie sich entwickelte, samt der furchtbaren Wirklichkeit, zu der die Phrasen führten.“ Saul Friedländer hebt in seinem Geleitwort zu Adlers Buch hervor, dass die IfZ-Edition, anstatt judenfeindliche Aussagen zu widerlegen und aufklärend zu wirken, zahlreiche Vorurteile bestätigt, die bis heute mit antisemitischen Ressentiments einhergehen. Zu den Befürwortern der Ausgabe gehört der britische Historiker und Hitler-Biograf Ian Kershaw.
2016 erhielten die Editoren den Wissenschaftspreis des Stifterverbandes „Gesellschaft braucht Wissenschaft“. Ihnen wurde beschieden, „eine große Lücke in der Forschung über den Nationalsozialismus in Deutschland“ geschlossen zu haben. „Die Publikation zeigt Hitlers Falschaussagen und Verdrehungen auf, korrigiert sachliche Fehler und erläutert den zeitgenössischen Kontext.“

### Gutachten
Schon in den Gründungsjahren war das IfZ beratend für Behörden, Justiz und zivilgesellschaftliche Organisationen tätig. Insbesondere in den 1950er und 1960er Jahren unterstützten IfZ-Wissenschaftler Behörden und die Justiz mit Sachverständigengutachten über Funktionsweise, Strukturen oder Personal des NS-Regimes bei der Verfolgung von NS- und Kriegsverbrechen. Die Zahl solcher IfZ-Gutachten lag bis 1958 bei durchschnittlich 150 im Jahr. Seit 1958, als die Prozesse gegen das Personal der Konzentrations- und Vernichtungslager und der Einsatzgruppen geführt oder vorbereitet wurden, stieg die Zahl der Aufträge auf bis zu 600 im Jahr an. Von den mehr als 9000 Gutachten, die das IfZ bisher für Gerichte, Behörden und Ministerien erstellt hat, bezogen sich die meisten auf den Zeitraum von 1933 bis 1945. Am bekanntesten sind jene Expertisen, die Anfang der 1960er Jahre für den Frankfurter Auschwitz-Prozess entstanden und die später als Bücher veröffentlicht und vielfach wieder aufgelegt wurden.
Im Zuge des zweiten, vom Bundesrat initiierten Verbotsverfahrens gegen die Nationaldemokratische Partei Deutschlands (NPD) vor dem Bundesverfassungsgericht wurde das Institut für Zeitgeschichte (IfZ) um ein Gutachten zur Frage der Wesensverwandtschaft der NPD mit dem historischen Nationalsozialismus gebeten.
Im Jahr 2017 machten der Historiker Götz Aly und René Schlott publik, dass das IfZ durch negative Gutachten die Publikation zweier Standardwerke der Holocaust-Aufarbeitung in deutscher Sprache verhindert bzw. verzögert hatte:
- 1953 lehnte das Institut ab, Gerald Reitlingers The Final Solution zu veröffentlichen, „weil – so steht es im Protokoll – das die Pläne zu einer eigenen umfassenden Geschichte des Nationalsozialismus ‚stören‘ würde“, so Aly.[19] Die mehrfach angekündigte Geschichte des Nationalsozialismus ist freilich nie erschienen.
- 1964 wurde in einem Gutachten für den Verlag Droemer Knaur die Übersetzung von Raul Hilbergs Die Vernichtung der europäischen Juden negativ beurteilt – weil Hilberg nur „die technisch-organisatorische Seite der Judenausrottung“ behandle, deren „wesentlichste Fakten“ dem „deutschen Publikum vertraut“ seien.[20]
- 1980 wurde eine Anfrage des Verlages C.H. Beck, ebenfalls Hilbergs Werk betreffend, negativ beschieden, woraufhin auch dieser Verlag die Publikation ablehnte.[21] In der Folge lehnten auch weitere Verlage, wie Rowohlt und Suhrkamp, die Publikation ab.

Gleichwohl fertigte das IfZ für interne Zwecke eine partielle Übersetzung von Hilbergs Buch an und nutzte es in seinen Gutachten für die Auschwitzprozesse. Die Vernichtung der europäischen Juden erschien 1982 in kleiner Auflage beim Berliner Verlag Olle & Wolter und erst 1990 in einer Taschenbuch-Ausgabe.

### Archiv und Bibliothek
Neben der eigenen Forschungs- und Publikationstätigkeit stellt das Institut mit Archiv und Bibliothek wichtige Arbeitsmittel für andere Forscher zur Verfügung. Mit über 220.000 Medieneinheiten gehört die Bibliothek des IfZ inzwischen zu den „führenden Fachbibliotheken der Zeitgeschichte“. Daneben sammelt das IfZ auch persönliche Aufzeichnungen von Privatpersonen aus der NS-Zeit, „Liebesbriefe, Tagebücher oder Schriften, die Familienstreitigkeiten dokumentierten zum Beispiel“.
Der langjährige Leiter des Archivs, Werner Röder, war zusammen mit Herbert A. Strauss Herausgeber einer der wichtigsten Veröffentlichungen zur Emigrationsgeschichte, dem Biographischen Handbuch der deutschsprachigen Emigration nach 1933.
Der Historiker Christoph Weisz (* 7. August 1943; † 14. Mai 2017) war von 1970 bis 2008 am IfZ tätig und leitete seit 1985 dessen Bibliothek. Weisz „gehörte hier zu den wichtigsten Pionieren der jüngeren Zeitgeschichte, die Ende der 1960er Jahre mit der Erforschung der Besatzungszeit einen ersten Aufschwung erlebte. Seine Editionen im Rahmen des Projekts ‚Akten zur Vorgeschichte der Bundesrepublik Deutschland‘ setzten Maßstäbe, das von ihm herausgegebene ‚OMGUS-Handbuch‘ gilt als unentbehrliches Standardwerk.“ Weisz war ab August 1997 auch Leiter der institutseigenen EDV-Kommission und in dieser Funktion zusammen mit dem Archivmitarbeiter Andreas Nagel die treibende Kraft hinter dem kurz vor der Jahrtausendwende erfolgten Internet-Auftritt des Instituts.

## Institutionsgeschichte

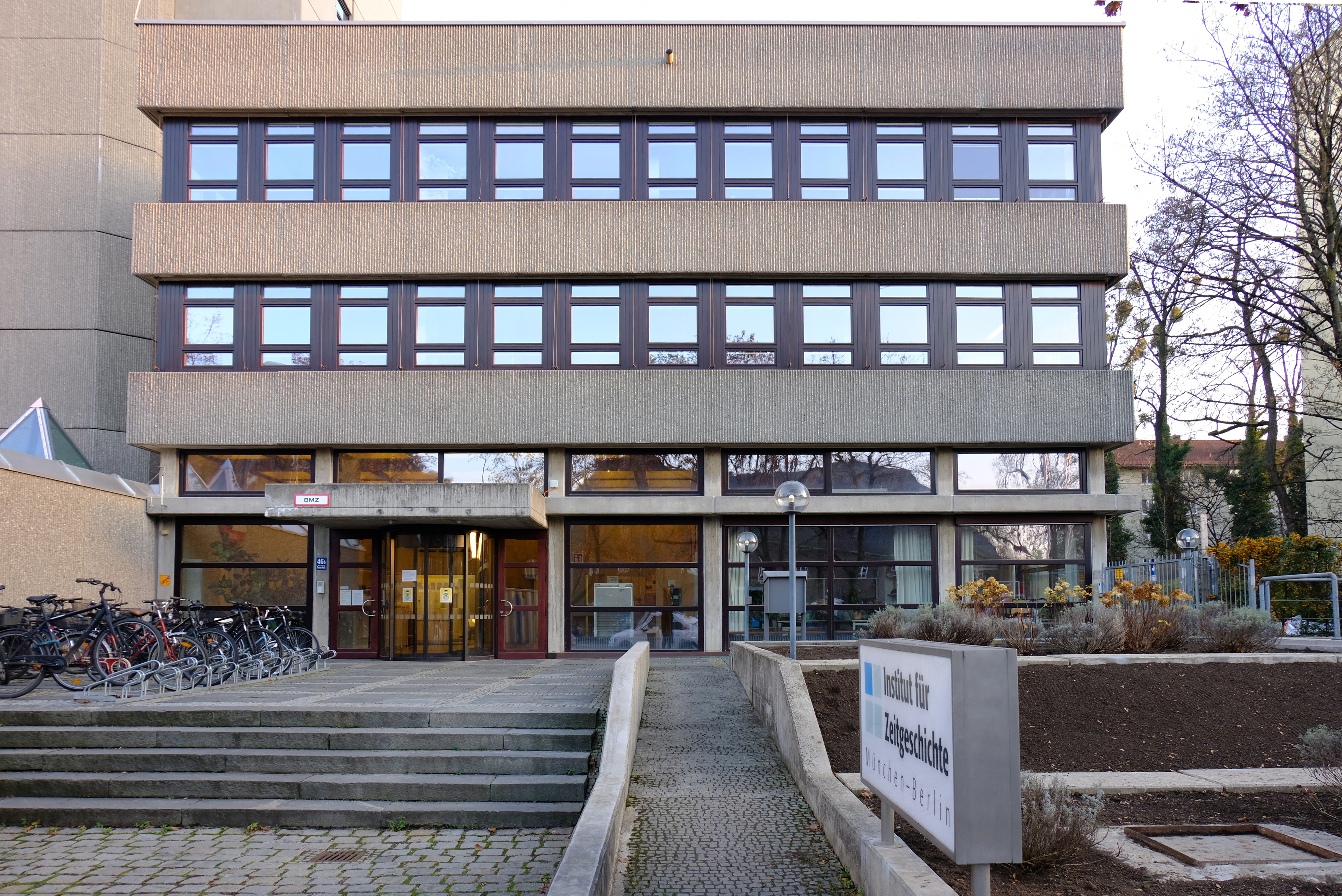
Das Institut für Zeitgeschichte in München (2020)

Das Institut wurde im Mai 1949 unter dem Namen „Deutsches Institut für Geschichte der nationalsozialistischen Zeit“ auf Anregung der Alliierten als Gemeinschaftsprojekt des Bundes und des Freistaats Bayern ins Leben gerufen. Seit 1952 ist es unter seinem heutigen Namen bekannt.
In den 1950er Jahren arbeitete das Institut eng mit der Organisation Gehlen sowie dem aus ihr hervorgegangenen Bundesnachrichtendienst (BND) zusammen und stellte als Mitarbeiter einige von Reinhard Gehlen empfohlene ehemalige Offiziere der Wehrmacht ein.
Seit 1961 hat das Institut die Rechtsform einer öffentlichen Stiftung des Bürgerlichen Rechts, die gegenwärtig von der Bundesrepublik Deutschland und den sieben Bundesländern Bayern, Baden-Württemberg, Brandenburg, Hessen, Niedersachsen, Nordrhein-Westfalen und Sachsen getragen wird. Vertreter dieser Länder sind auch Mitglied im Stiftungsrat. Das Institut ist als gemeinsam von Bund und Ländern geförderte Forschungseinrichtung Mitglied der Leibniz-Gemeinschaft. 1972 bezog es seinen heutigen Sitz in München-Neuhausen.
Mit der Wiedervereinigung Deutschlands kamen auf die Zeithistoriker weitere Aufgaben zu, die Tätigkeit wurde auf die DDR-Geschichte ausgedehnt. Andererseits wurde mit dem Zentrum für Zeithistorische Forschung in Potsdam 1992 auch erstmals ein weiteres Institut vergleichbarer Art gegründet, so dass dem IfZ Konkurrenz erwuchs. Die Zahl der Publikationen stieg erheblich an. Zu den wichtigsten Projekten gehörten die Editionen der Tagebücher von Joseph Goebbels und die Akten zur Auswärtigen Politik der Bundesrepublik Deutschland.
In Reaktion auf die Wehrmachtsausstellung entwickelte das IfZ unter Möller das Projekt „Wehrmacht in der NS-Diktatur“, aus dem vier Bücher hervorgingen. Sie ergänzte und korrigierte die Wehrmachtsausstellung und der zugehörigen Publikationen, widerlegten aber auch einige Aspekte. Sie erlaubten einen direkten Blick in die Brutalität und Kriegsverbrechen der Wehrmacht. Möllers persönliche Nähe zu Frankreich kam in dem Forschungsprojekt Demokratie in der Zwischenkriegszeit zum Ausdruck, das einen Ländervergleich zwischen Deutschland und Frankreich herstellte. Weitere Themen waren Gesellschaft und Politik in Bayern und der KSZE-Prozeß. Unter Möller wurde die Edition von Hitlers Reden und Schriften 1925 bis 1933 abgeschlossen und unter ihm begann noch das 2014 fertiggestellte Projekt zur Verfolgung von NS-Verbrechen in der deutschen Nachkriegsjustiz.
Von 2011 bis 2016 beteiligte sich das IfZ an der 16-bändigen Dokumentenedition „Die Verfolgung und Ermordung der europäischen Juden durch das nationalsozialistische Deutschland 1933–1945“ in Zusammenarbeit mit dem Bundesarchiv, dem Lehrstuhl für Neuere und Neueste Geschichte der Universität Freiburg und dem Lehrstuhl für Geschichte Ostmitteleuropas der Freien Universität Berlin.
In der Ära Möller wurde das IfZ zweimal evaluiert, 1996 durch den Wissenschaftsrat und 2003 durch die Leibniz-Gemeinschaft. In beiden Fällen kamen die Gutachter zum Schluss, dass ein längerfristiges Konzept fehle und zu wenige innovative Forschung stattfinde. Es gebe zu wenige international vergleichbare Ansätze und interdisziplinäre Zusammenarbeit. Bei der Evaluierung 2014 hat die Leibniz-Gemeinschaft dem IfZ ein positives Zeugnis ausgestellt. Gelobt wurden „exzellente Leistungen“ in der Editionsarbeit, die „auch auf internationaler Ebene Maßstäbe“ setze, das Ausstellungskonzept der Dokumentation Obersalzberg sowie die Beratungs- und Sachverständigentätigkeit, die Historikerinnen und Historiker leisten. Sehr gute Noten erhielt zudem das 2013 eingerichtete Zentrum für Holocaust-Studien. 2021 wurde das IfZ ein weiteres Mal turnusgemäß durch externe Sachverständige evaluiert. Diese bescheinigten dem IfZ erneut „ausgezeichnete Leistungen in der Forschung“ und eine „äußerst dynamische“ Entwicklung.
Die Leitung obliegt dem Direktor (bis 1961: Generalsekretär).
Die bisherigen Institutsleiter waren:
- Gerhard Kroll (1949–1951)
- Hermann Mau, 1951–1952
- Paul Kluke, 1952–1959
- Helmut Krausnick, 1959–1972
- Martin Broszat, 1972–1989
- Ludolf Herbst, interimistisch 1989–1992
- Horst Möller, 1992–2011
- Andreas Wirsching, seit 2011
- ab 1. Oktober 2025 Isabel Heinemann[40]

Der wissenschaftliche Beirat des IfZ hatte bisher
die folgenden Vorsitzenden:
- Ludwig Bergsträsser, 1950–1959
- Hans Rothfels, 1959–1974
- Karl Dietrich Erdmann, 1974–1980
- Karl Dietrich Bracher, 1980–1988
- Hans-Peter Schwarz, 1988–2004
- Helmut Altrichter, 2004–2011
- Joachim Scholtyseck, 2011–2020
- Kiran Klaus Patel, seit 2020[41]

Erst nach Ablauf ihrer Funktionsperioden stellte sich heraus, dass zwei langjährige Direktoren des IfZ – Helmut Krausnick (ab 1932) und Martin Broszat (ab 1944) – Mitglieder der NSDAP waren.

## Abteilungen
Eine Besonderheit des IfZ besteht darin, dass es Servicefunktionen für die deutsche und internationale Zeitgeschichtsforschung erfüllt. Dazu dienen zum einen das Archiv, das zeitgeschichtliche Quellen sammelt, erschließt und zugänglich macht, und zum anderen die Bibliothek, die als wissenschaftliche Spezialbibliothek mit dem Sammelgebiet Geschichte des 20. Jahrhunderts mit dem Schwerpunkt der deutschen und europäischen Geschichte seit 1918 überregionale Bedeutung besitzt. Archiv und Bibliothek werden von in- und ausländischen Nutzern (vor allem Wissenschaftlern, Journalisten und Studenten) frequentiert.
1994 gründete das Münchener IfZ eine Außenstelle (jetzt Abteilung) in Potsdam, die sich seit 1996 in Berlin-Lichterfelde in der Nähe des dortigen Bundesarchivs befindet. Der Forschungsschwerpunkt der Abteilung Berlin-Lichterfelde des IfZ liegt bei der Geschichte der DDR/SBZ. Die Abteilung des IfZ im Auswärtigen Amt betreut seit 1990 (zunächst in Bonn, seit 2000 in Berlin) die Herausgabe einer Aktenedition zur auswärtigen Politik der Bundesrepublik Deutschland.
Im Auftrag des Freistaats Bayern konzipierte das Institut 1999 die Dokumentation Obersalzberg auf dem Obersalzberg in Berchtesgaden. Die hierin beziehungsreich verortete Ausstellung dokumentiert insbesondere den Ausbau des Obersalzbergs zur Residenz Adolf Hitlers und dessen nationalsozialistischer Führungsriege.
Im Juli 2013 wurde das „Zentrum für Holocauststudien“ unter der Leitung des Historikers Frank Bajohr eingerichtet, seine Stellvertreterin ist Andrea Löw.

## Wissenschaftliche Kontroversen
In den Jahren nach 2000, als das „Institut für Zeitgeschichte“ von Horst Möller geführt wurde, kam es zu mehreren aufsehenerregenden wissenschaftlichen Kontroversen. Dabei ging es zum einen um die Laudatio, die Horst Möller auf den mit dem Konrad-Adenauer-Preis der Deutschland-Stiftung ausgezeichneten umstrittenen Historiker Ernst Nolte hielt, zum anderen um die mit Unterstützung des Schweizer Altnationalsozialisten François Genoud und des Staatlichen Archivdienstes Russlands veröffentlichte Dokumentation der sogenannten Tagebücher von Joseph Goebbels in 32 Bänden, die textkritisch unzulänglich kommentiert sind und deren propagandistische, antisemitische und hetzende Aussagen nicht erläutert werden, und schließlich ging es um eine Publikation in Herausgeberschaft Horst Möllers mit dem Titel Der rote Holocaust und die Deutschen.